# John Bates Thurston
Sir John Bates Thurston, (KCMG, FRGS) (Londra, 31 gennaio 1836 – mare, 7 febbraio 1897), è stato un diplomatico e politico britannico.
Fu amministratore coloniale che ebbe le sue funzioni nelle Figi, diventando Premier del regno di Viti (prima che le Figi fossero un possedimento britannico) e poi governatore delle Figi e alto commissario dei Territori britannici del Pacifico occidentale.